# Edward Gasik

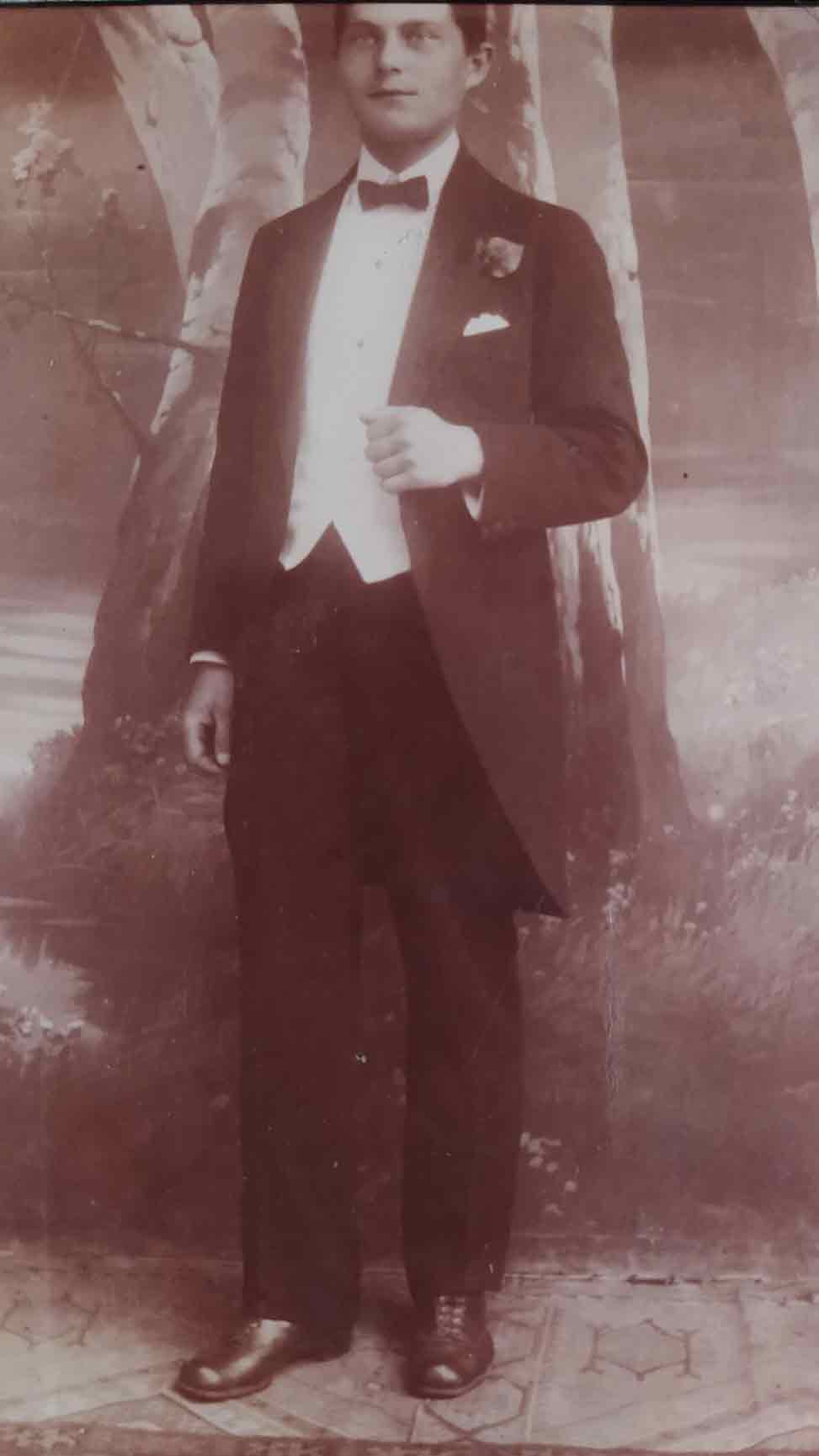
Edward Gasik w 1918 roku.

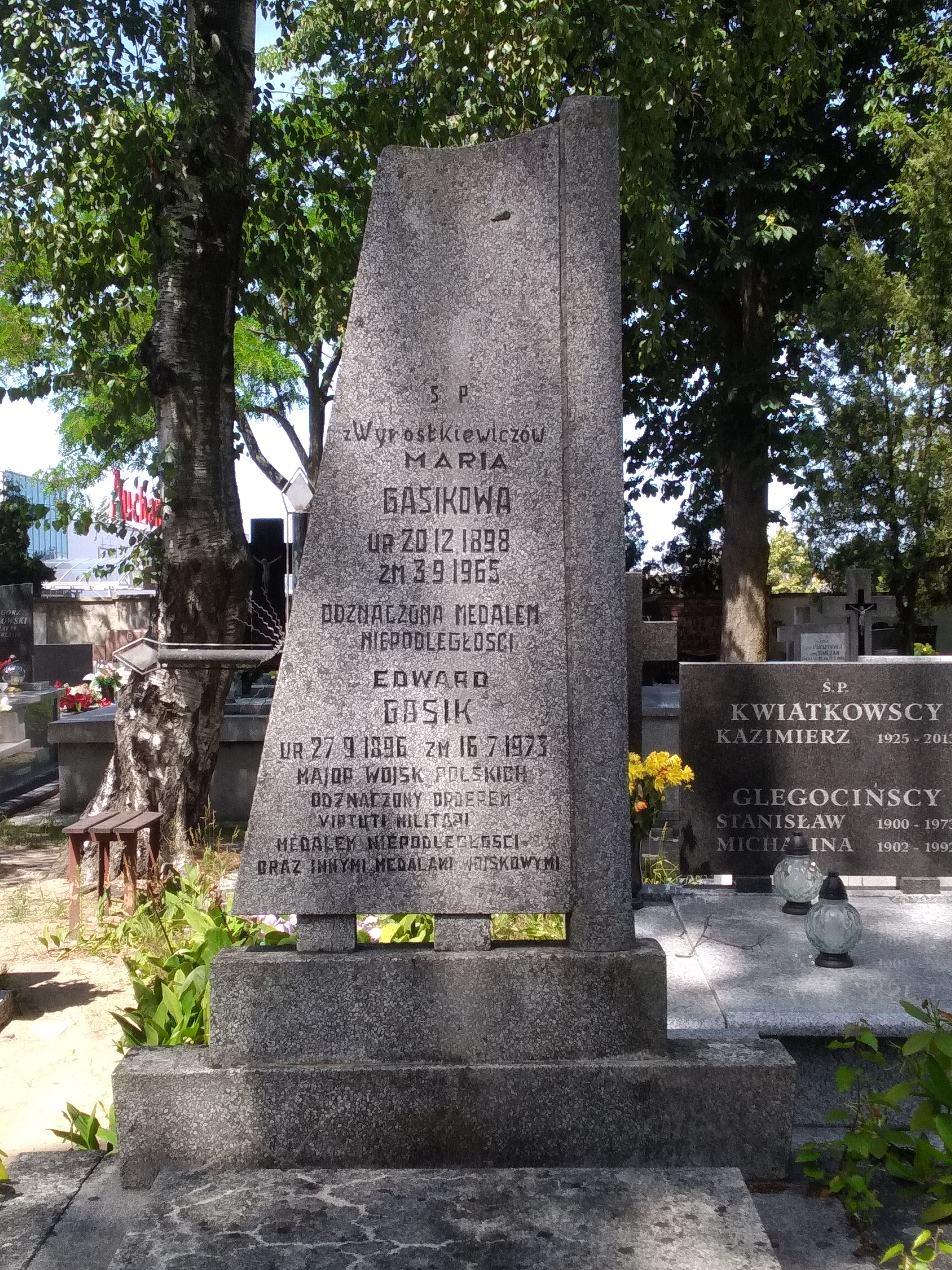
Grób Edwarda Gasika i jego żony Marii na włocławskim cmentarzu komunalnym.

Edward Gasik (ur. 27 września 1896, zm. 16 lipca 1973) – porucznik rezerwy piechoty Wojska Polskiego, uczestnik wojny polsko-bolszewickiej, kawaler Krzyża Srebrnego Orderu Wojskowego Virtuti Militari.

## Życiorys
Urodził się w dniu 27 września 1896 roku w Warszawie jako syn Stanisława i Anny z domu Kostrzewskiej. Jego akt urodzenia sporządzony został w warszawskiej parafii pw. Wszystkich Świętych.
W 1914 roku ukończył 3-klasową Warszawską Szkołę Kupiecką Specjalną Zgromadzenia Kupców miasta Warszawy. Chcąc uniknąć służby w armii carskiej zapisał się na Wyższe Kursy Handlowe im. Augusta Zielińskiego, na które, z powodów finansowych, uczęszczał tylko do końca grudnia 1915 roku. W okresie od 19 kwietnia 1916 r. do 1 lutego 1917 r. pracował w Wydziale Zaopatrywania Magistratu Miasta Warszawy. W czerwcu 1916 r. wstąpił w szeregi warszawskiej komórki Polskiej Organizacji Wojskowej, w której ukończył Szkołę Podchorążych. Od 14 maja 1917 r. pracował w Ubezpieczeniach Wzajemnych Budowli od Ognia, a 1 czerwca tr. został skierowany służbowo do Tomaszowa Lubelskiego. Pozwoliło mu to uniknąć represji ze strony okupujących Warszawę Niemców. W Tomaszowie Lubelskim zapisał się do straży pożarnej i pod pozorem ćwiczeń przeciwogniowych organizował szkolenia członków POW. W mieście tym pracował do końca stycznia 1919 r. W międzyczasie, po rozbrojeniu okupujących miasto oddziałów austriackich, wstąpił razem z pozostałymi członkami POW do Wojska Polskiego, żeby bronić Tomaszowa Lubelskiego, Bełżca i okolic przed Ukraińcami. 2 stycznia 1919 r. został zwolniony z szeregów wojskowych, a w dniu 1 lutego tr. wrócił do Warszawy i podjął pracę w Związku Straży Pożarnych (ówczesnym Związku Floriańskim), gdzie piastował stanowisko starszego instruktora pożarniczego.
W dniu 8 lipca 1920 r. wstąpił do 201 ochotniczego pułku piechoty, wchodzącego w skład Dywizji Ochotniczej, i otrzymał przydział do 9 kompanii. Brał udział w wojnie polsko-bolszewickiej. Dnia 30 lipca 1920 r. podczas obrony Suraża wytrwał ze swą sekcją na zajmowanej placówce pod mostem, pomimo prowadzonego przez wroga z bliskiej odległości ostrzału z karabinów maszynowych i artylerii. 2 sierpnia tr. podczas nocnego ataku na Tłoczewo, na czele patrolu bojowego, dokładnie rozpoznał pozycje nieprzyjaciela i umożliwił własnej kompanii przeprowadzenie niespodziewanego ataku. Podczas walki wziął ze swoją sekcja jedenastu jeńców. Za te czyny męstwa starszy szeregowy Edward Gasik odznaczony został, przez Wodza Naczelnego marszałka Józefa Piłsudskiego, Krzyżem Srebrnym Orderu Wojennego Virtuti Militari Nr 2474. Odznaczenie nastąpiło na mocy dekretu L.2978 z dnia 13 maja 1921 r., opublikowanego w Dzienniku Personalnym Ministerstwa Spraw Wojskowych Nr 23 z dnia 11 czerwca 1921 roku.
Po powrocie z wojny nadal pracował w Związku Straży Pożarnych, a z dniem 1 marca 1922 r. przeszedł do pracy w Polskiej Dyrekcji Ubezpieczeń Wzajemnych (późniejszym Powszechnym Zakładzie Ubezpieczeń Wzajemnych), na stanowisko inspektora ubezpieczeń. Miejscem jego pracy był Wołkowysk (od 1 marca 1922 r. do 15 marca 1928 r.), Kowel (od 15 marca 1928 r. do 15 marca 1930 r.) i Hrubieszów (od 15 marca 1930 r.) . Społecznie piastował funkcję wiceprezesa zarządu w Okręgowym Związku Straży Pożarnych w Hrubieszowie. W grudniu 1933 r., jako inspektor powiatowy P.Z.U.W. w Hrubieszowie, został objęty wstępnym śledztwem o przestępstwo z art. 286 § 2 Kodeksu karnego popełnione w związku z nadużyciem obowiązków służbowych. Postanowieniem Sędziego Okręgowego Śledczego w Hrubieszowie z dnia 31 marca 1935 r. wstępne śledztwo przeciwko niemu zostało umorzone z powodu braku dostatecznych dowodów winy. W okresie śledztwa i bezpośrednio po nim pozostawał bez pracy, co wpłynęło na drastyczne pogorszenie się sytuacji materialnej jego rodziny, w której cztery córki pobierały naukę. W tym również okresie przeprowadził się z rodziną do Lublina, gdzie mieszkali przy ulicy Konopnickiej 7, a następnie przy ulicy Narutowicza 37. Po umorzeniu śledztwa przeciwko niemu starał się, za pośrednictwem Kapituły Orderu Wojennego Virtuti Militari, o znalezienie jakiegokolwiek zatrudnienia. Pobierał wówczas emeryturę miesięczną (państwową) z Powszechnego Zakładu Ubezpieczeń Wzajemnych. Jesienią 1936 r. został zaangażowany do Lubelskiej Wytwórni Samolotów na trzymiesięczny okres próbny.
W okresie dwudziestolecia został mianowany na stopień podporucznika rezerwy piechoty. Zarządzeniem Prezydenta Rzeczypospolitej Ignacego Mościckiego z dnia 29 stycznia 1932 roku, jako oficerowi posiadającemu przydział do 79 pułku piechoty, nadano Edwardowi Gasikowi stopień porucznika – ze starszeństwem z dniem 2 stycznia 1932 r. i 278. lokatą w korpusie oficerów rezerwowych piechoty. W roku 1934 zajmował już 254. lokatę wśród poruczników rezerwy piechoty w swoim starszeństwie. Posiadał wówczas przydział do 23 pułku piechoty i znajdował się na ewidencji PKU Hrubieszów.
Za pracę w dziele odzyskania niepodległości Prezydent RP Ignacy Mościcki, zarządzeniem z dnia 22 kwietnia 1938 roku, odznaczył Edwarda Gasika Medalem Niepodległości.

## Okres powojenny
Po zakończeniu II wojny światowej mieszkał w Gorzowie Wielkopolskim, Włocławku i Szczecinie. Zmarł we Włocławku dnia 16 lipca 1973 roku i pochowany został na tamtejszym Cmentarzu Komunalnym (sektor: 4, rząd: 1, grób: 4). Na jego nagrobku zawarta została informacja, iż był majorem wojsk polskich.

## Rodzina
Edward Gasik żonaty był z Marią z Wyrostkiewiczów (ur. 20 grudnia 1898, zm. 3 września 1965), odznaczoną także Medalem Niepodległości (żona spoczywa z nim w jednym grobie). Z ich związku narodziły się córki: Halina (ur. 31 lipca 1919, zm. 28.05.1969 r. - lekarz medycyny w specjalności laryngologia, podporucznik WP), Krystyna Wiesława (ur. 8 lipca 1921 w Warszawie, zm. 8 października 1990 w Szczecinie), Jadwiga Maria (ur. 14 sierpnia 1922 w Wołkowysku, zm. 8 sierpnia 1995 w Szczecinie), Bogusława Anna (ur. 30 czerwca 1926 w Wołkowysku, zm. 15 maja 2016 we Włocławku – lekarz medycyny w specjalności okulistyka) i Grażyna Maria (ur. 6 grudnia 1931 w Hrubieszowie, zm. 9 lipca 2017 w Ełku).

## Odznaczenia
- Krzyż Srebrny Orderu Wojskowego Virtuti Militari nr 2474[7]
- Medal Niepodległości[15]
- Medal Pamiątkowy za Wojnę 1918–1921[17]
- Medal Dziesięciolecia Odzyskanej Niepodległości[17]
- Odznaka pamiątkowa Polskiej Organizacji Wojskowej[17]